# Mason Lohrei
Mason Lohrei, född 17 januari 2001 i Baton Rouge i Louisiana, är en amerikansk professionell ishockeyback som är kontrakterad till Boston Bruins i National Hockey League (NHL) och spelar för Providence Bruins i American Hockey League (AHL).
Han har tidigare spelat för Ohio State Buckeyes i National Collegiate Athletic Association (NCAA) och Green Bay Gamblers i United States Hockey League (USHL).
Lohrei draftades av Boston Bruins i andra rundan i 2020 års draft som 58:e spelare totalt.

## Statistik
| 2017–2018   | Culver Eagles       |             | 46  | 7  | 15 | 22 | —   | —  | — | — | — | —  |
| 2018–2019   | Culver Eagles       |             | 42  | 4  | 23 | 27 | —   | —  | — | — | — | —  |
|             | Green Bay Gamblers  | USHL        | 9   | 0  | 0  | 0  | 4   | —  | — | — | — | —  |
| 2019–2020   | Green Bay Gamblers  | USHL        | 48  | 8  | 29 | 37 | 26  | —  | — | — | — | —  |
| 2020–2021   | Green Bay Gamblers  | USHL        | 48  | 19 | 40 | 59 | 74  | 2  | 1 | 1 | 2 | 0  |
| 2021–2022   | Ohio State Buckeyes | NCAA        | 31  | 4  | 25 | 29 | 20  | —  | — | — | — | —  |
| 2022–2023   | Ohio State Buckeyes | NCAA        | 40  | 4  | 28 | 32 | 26  | —  | — | — | — | —  |
|             | Providence Bruins   | AHL         | 5   | 0  | 1  | 1  | 2   | 3  | 0 | 0 | 0 | 0  |
| 2023–2024   | Boston Bruins       | NHL         | 41  | 4  | 9  | 13 | 18  | 11 | 1 | 3 | 4 | 10 |
|             | Providence Bruins   | AHL         | 21  | 1  | 15 | 16 | 14  | —  | — | — | — | —  |
| NHL totalt  | NHL totalt          | NHL totalt  | 41  | 4  | 9  | 13 | 18  | 11 | 1 | 3 | 4 | 10 |
| AHL totalt  | AHL totalt          | AHL totalt  | 26  | 1  | 16 | 17 | 16  | 3  | 0 | 0 | 0 | 0  |
| NCAA totalt | NCAA totalt         | NCAA totalt | 71  | 8  | 53 | 61 | 46  | —  | — | — | — | —  |
| USHL totalt | USHL totalt         | USHL totalt | 105 | 27 | 69 | 96 | 104 | 2  | 1 | 1 | 2 | 0  |